# George Prosper Verboom

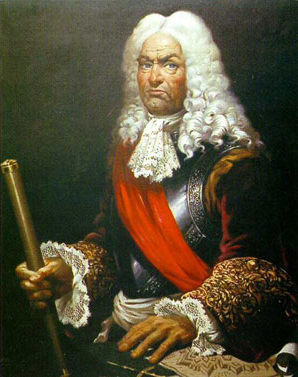
Anoniem portretschilderij

George Prosper Verboom of in het Spaans Jorge Próspero Verboom, vanaf 1727 eerste markies van Verboom (Antwerpen, 9 januari 1665 – Barcelona, 19 januari 1744), was een Zuid-Nederlands officier en militair ingenieur in dienst van de koning van Spanje. Hij bouwde vestingen, commandeerde belegeringen en was de grondlegger van het geniekorps Real Cuerpo de Ingenieros.

## Leven
Zijn vader Cornelis Verboom was militair hoofdingenieur van de Spaanse Nederlanden en besefte het groeiende belang van theoretische kennis. Daarom stuurde hij George Prosper, die sinds 1677 cadet was bij de Waalse infanterie, naar de recent opgerichte Academia real y militar del exercito de los Payses-Bajos, een Spaanstalige militaire school in Brussel onder leiding van Sebastian Fernández de Medrano (). Zijn diploma behaalde hij in 1684.
Tijdens de Negenjarige Oorlog speelde Verboom in 1691 een belangrijke rol in de campagne van Willem III van Oranje tegen de Franse blokkade van Bergen. In 1695 volgde hij zijn overleden vader op als Ingeniero Major de los Paies Bajos. Onmiddellijk stond hij in het beleg van Namen tegenover Menno van Coehoorn, wat hij met verve volbracht. Hij werd gepromoveerd tot veldmaarschalk van de Spaanse cavalerie en kreeg twee jaar later het bevel over het Lorraine Regiment.
Tijdens de Spaanse Successieoorlog liet waarnemend landvoogd Isidro de la Cueva y Benavides de Bedmarlinie oprichten tegen de Republiek. Verboom kreeg in het voorjaar van 1701 de leiding over de werken. Te Antwerpen liet hij de hoornwerken aan de Rodepoort en de voorwerken aan de Kipdorppoort aanleggen, naast Fort De Perel. In 1702 verdedigde hij met landvoogd Cueva-Benivades Hulst. Terug in Antwerpen viel Verboom in handen van de Staatsen en bracht hij enkele maanden door in gevangenschap. De briljante ingenieur kwam pas vrij nadat hij had beloofd niet langer in de Nederlanden te zullen vechten.
De verhuizing met zijn gezin naar Spanje stond zijn carrière niet in de weg. Verschillende van zijn ingenieurs trokken met hem mee. In 1708 kreeg Verboom de opdracht het geniekorps te hervormen en het volgende jaar om verslag uit te brengen over de staat van de kastelen en garnizoenen langs de Spaans-Portugese grens. In 1709-1710 werd hij op korte tijd gepromoveerd tot luitenant-generaal, ingenieur-generaal van de koninklijke legers, en kwartiermeester-generaal. Daarmee kreeg hij de leiding over alle versterkingen in Iberië en in Spaans-Amerika.
Tijdens de Slag bij Almenar tegen graaf Guido Starhemberg () in 1710 werd hij echter gevangen genomen. Na zijn vrijlating in 1712 leidde hij mee het beleg () van Barcelona. Toen de stad na twee jaar viel, herbouwde hij de versterkingen ervan. De opstandige wijk La Ribera werd grotendeels gesloopt en de visserswijk Barceloneta kreeg een nieuwe plattegrond van zijn hand. Ook ontwierp en bouwde hij in 1715-1719 de citadel in het noordoosten van Barcelona. In dat gebouw organiseerde hij een nieuwe militaire academie, de Real Academia de Matemáticas y Fortificación (). Hij tekende het leerprogramma uit van de in 1720 geopende school. 
Ondertussen nam Verboom deel aan de planning van de Oorlog van de Quadruple Alliantie, waarmee de Spanjaarden hun gezag over Sardinië en Sicilië wilden herstellen. In 1717-1718 participeerde hij in de expeditie naar Messina. Onder de grote fortificaties die hij tot stand bracht, waren Ceuta (1726) en Pamplona (1727). Door het uitbreken van de Engels-Spaanse Oorlog (1727-1729) was hij betrokken bij de verdediging van Gibraltar, waar hij verhitte discussies voerde met de commandanten over het Engelse zeeoverwicht. 
In 1737-1738 was Verboom waarnemend kapitein-generaal van Catalonië. Hij stierf op 79-jarige leeftijd en werd begraven in het Real Convento de Santa Catalina () van Barcelona.

## Familie
Verboom was een zoon van Maria Anna de Wolf en Cornelis Verboom. Hij trouwde in 1697 met María Margarita Vischer en had met haar vijf kinderen, onder wie:
- Isidoro Prospero Verboom  y Visher (1690-1733), militair ingenieur
- Juan Baltasar Verboom y Visher († 1744), kolonel en hoofdingenieur
- Guillermo Javier Verboom, kanunnik in de kathedraal van Zaragoza

## Geschriften
- Marches et compements de l'Armée des Aliez au Pays-Bas en l'an de 1691, sous les ordres du Roi d'Anglaterre, le tout demontré sur des cartes géographiques
- Projet pour une Academie ou Ecole, oú se doit demontrer les Mathematiques, Fortification et Dessein dans les parties qui conviennent de savoir á un Officier de guerre, et particulièrment pour ceux qui souhaiterons déntrer dans les Corps d'Ingenieurs D.S.M., ca. 1712
- Projet d'une citadelle à construire à la cité de Zaragoza avec des reflexions preliminaires au même sujet, 1712
- Descripción del sitio donde se hallan los vestigios de las antiguas y célebres ciudades de Algeciras, la de sus contornos y Bahía de Gibraltar, 1726
- Proyecto o Idea sumaria para la formación, Govierno y permanente establecimiento de Academias Reales y Militares de Matemáticas y Fortificaziones en los parages que S.M. destinase de sus Dominios, 1730